# Winsock
Winsock (WINdowsSOCKet) es una biblioteca dinámica de funciones DLL para Windows que se hizo con la finalidad de implementar TCP/IP. Incluye soporte para envío y recepción de paquetes de datos a través de sockets BSD.
Las aplicaciones que utilizan Winsock son numerosas: navegadores, gestores de correo electrónico, Apache, etc.

## Historia
Los sockets de Windows (Winsock) se iniciaron como un esfuerzo por parte de un grupo de distribuidores para aprovechar la conglomeración de interfaces socket, o zócalos, basadas en el protocolo TCP/IP. Varios distribuidores habían transportado originalmente sus implementaciones de este protocolo a Windows. El resultado fue que ninguna trabajaba con las demás. La interfaz de sockets se implementó originalmente como un mecanismo conectado en red de comunicación entre procesos para la versión 4.2 del sistema UNIX de Berkeley. Windows 2000 requiere que todas las aplicaciones que no sean NetBIOS utilicen WinSock si necesitan tener acceso a cualquier servicio TCP/IP. Los distribuidores pueden escribir opcionalmente aplicaciones JPX/SPX para este estándar también. Microsoft incluye dos aplicaciones WinSock con Windows 2000:
- SNMP
- FTP